# John Campbell Ross
John Campbell (Jack) Ross (Newtown, Victoria, 11 maart 1899 – Bendigo, 3 juni 2009) was met zijn 110-jarige leeftijd de laatste Australische Eerste Wereldoorlogsveteraan en de oudste Australiër.

## Biografie
Campbell werd geboren in Newtown, Victoria. In februari 1918 ging hij bij de Australische landmacht, maar de oorlog was voorbij voordat hij zijn training voltooid had. Tijdens de Tweede Wereldoorlog was hij als korporaal in Australië gevestigd. Op 3 juni 2009 overleed hij in een verzorgingstehuis in Bendigo, Victoria. Campbell werd 110 jaar oud.

## Decoraties
- 80th Anniversary Armistice Remembrance Medal in 1998[4]
- Centenary Medal[2]